# Richard Crenna

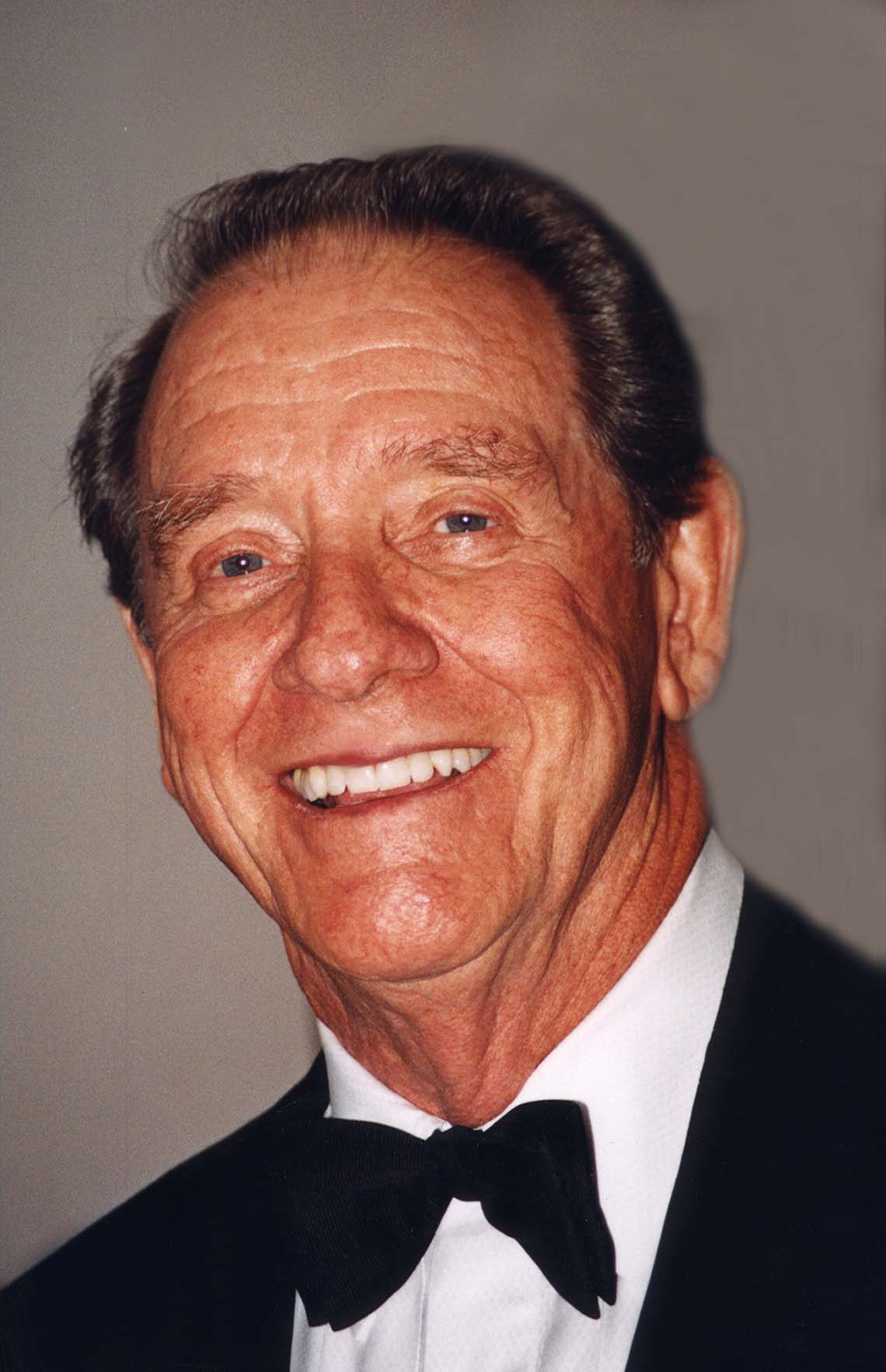
Richard Crenna, 1998

Richard Donald Crenna (* 30. November 1926 in Los Angeles, Kalifornien; † 17. Januar 2003 ebenda) war ein US-amerikanischer Schauspieler, der gelegentlich auch als Fernsehregisseur aktiv war.

## Leben
Der Sohn italienischer Einwanderer begann zunächst als Rollensprecher in den Radio-Hörspielen Boy Scout Jamboree (1937), A Date With Judy (1946) und Our Miss Brooks (1952). Seine Rolle als Highschool-Schüler Walter Denton spielte er an der Seite von Eve Arden und Gale Gordon auch in der ab 1952 laufenden Fernsehserie Our Miss Brooks, die vom Radiohörspiel adaptiert wurde. Seine Bekanntheit in den USA festigte er mit der populären Serie The Real McCoys (1957–1963), in der er die Hauptrolle des Luke McCoy verkörperte.
Im Verlauf seiner späteren Filmkarriere wirkte er in Kinofilmen wie Kanonenboot am Yangtse-Kiang, Warte, bis es dunkel ist, Heißblütig – Kaltblütig und Flamingo Kid mit. Seine berühmteste Rolle war die des Colonel Trautman in den ersten drei Rambo-Filmen. Diese Rolle parodierte er später selbst in Hot Shots! Der zweite Versuch.
Crenna war auch als Regisseur für das Fernsehen tätig. Sein Debüt gab er in den Jahren 1963 bis 1964, als er mehrere Folgen der The Andy Griffith Show inszenierte. 1966 drehte er seinen ersten Spielfilm, ebenfalls eine Fernsehproduktion. Seine letzte Regiearbeit stammt aus dem Jahr 1983.
Eine posthume filmische Würdigung seiner Person erfuhr Crenna 2003 in der Serie Für alle Fälle Amy (Judging Amy), wo man für den von ihm dargestellten Geschäftsmann, Jared Duff, dem Verlobten von Maxine Gray, nach dessen Tod eine Trauerfeier organisiert. Seine letzte Rolle hatte Crenna in dem im April 2003 gesendeten Fernsehfilm Auschwitz – Out of the Ashes an der Seite von Christine Lahti und Beau Bridges.
1988 erhielt Crenna einen Stern auf dem Hollywood Walk of Fame. Er starb im Alter von 76 Jahren in Los Angeles an Bauchspeicheldrüsenkrebs. Sein Sohn Richard Anthony Crenna ist ebenfalls Schauspieler.

## Filmografie (Auswahl)
- 1950: Tanzen ist unser Leben – Let’s Dance (Let’s Dance)
- 1951: Starlift
- 1952: Die Feuerspringer von Montana (Red Skies of Montana)
- 1952: It Grows on Trees
- 1952: Der Stolz von St. Louis (The Pride of St. Louis)
- 1952–1955: Our Miss Brooks (Fernsehserie, 92 Folgen)
- 1956: Our Miss Brooks (Kinofilm nach der Fernsehserie)
- 1957–1963: The Real McCoys (Fernsehserie, 225 Folgen)
- 1964: Eine zuviel im Harem (John Goldfarb, Please Come Home!)
- 1966: Paris ist voller Liebe (Made in Paris)
- 1966: Kanonenboot am Yangtse-Kiang (The Sand Pebbles)
- 1967: Warte, bis es dunkel ist (Wait Until Dark)
- 1968: Star!
- 1969: Gestatten, das sind meine Kohlen! (Midas Run)
- 1969: Verschollen im Weltraum (Marooned)
- 1970: Die Höllenhunde (La spina dorsale del diavolo)
- 1971: Catlow – Leben ums Verrecken (Catlow)
- 1972: Der Chef (Un flic)
- 1973: Der Mann aus El Paso (Un hombre llamado Noon)
- 1975: Nevada Pass (Breakheart Pass)
- 1975: Ein Mädchen, ein Muli und Omas Whisky (A Girl Named Sooner)
- 1978: Colorado Saga (Centennial, Fernsehserie, 12 Folgen)
- 1978: Feuer aus dem All (A Fire in the Sky, Fernsehfilm)
- 1978: The Evil: Die Macht des Bösen (The Evil)
- 1979: Pferdelady (Wild Horse Hank)
- 1980: Death Ship
- 1981: Heißblütig – Kaltblütig (Body Heat)
- 1982: Rambo (First Blood)
- 1984: Flamingo Kid (The Flamingo Kid)
- 1985: Rape – Die Vergewaltigung des Richard Beck (The Rape of Richard Beck, Fernsehfilm)
- 1985: Ein total verrückter Sommer (Summer Rental)
- 1985: Rambo II – Der Auftrag (Rambo: First Blood Part II)
- 1986: Auf den Schwingen des Adlers (On Wings of Eagles, Fernseh-Miniserie)
- 1988: Rambo III
- 1989: Leviathan
- 1991: Nur die See kennt die Wahrheit (And the Sea Will Tell) (Fernsehfilm)
- 1991–1992: Profis contra Ganoven (Pros and Cons; Fernsehserie, 12 Folgen)
- 1992: Intruders – Die Aliens sind unter uns (Intruders) (Fernseh-Miniserie)
- 1993: Hot Shots! Der zweite Versuch (Hot Shots! Part Deux)
- 1995: Jade
- 1995: Sabrina
- 1997: 20.000 Meilen unter dem Meer (20,000 Leagues Under the Sea) (Fernsehfilm)
- 1998: Leslie Nielsen ist sehr verdächtig (Wrongfully Accused)
- 2000: Mord ist ihr Hobby: Eine zum Sterben schöne Geschichte (Murder, She Wrote: A Story to Die For, Fernsehfilm)
- 2001: The Day Reagan Was Shot
- 2000–2002: Für alle Fälle Amy (Judging Amy, Fernsehserie, 13 Folgen)
- 2003: Auschwitz – Out of the Ashes (Out of the Ashes)

## Auszeichnungen
Golden Globe Award
- Golden Globe Awards 1986 Nominierung als Bester Hauptdarsteller – Mini-Serie oder TV-Film für Rape – Die Vergewaltigung des Richard Beck
- Golden Globe Awards 1985 Nominierung als Bester Nebendarsteller – Mini-Serie oder TV-Film The Flamingo Kid
- Golden Globe Awards 1965 Nominierung als Bester TV Star Slattery’s People

Emmy Awards
- 1985: Gewonnen, Bester Hauptdarsteller – Mini-Serie oder TV-Film für Rape – Die Vergewaltigung des Richard Beck
- 1966 Nominierung als bester Darsteller in einer Serie (Drama) für Slattery’s People
- 1965 Nominierung für die herausragende Leistung für Slattery’s People
- 1959 Nominierung als bester Nebendarsteller (dauerhaft) in einer Komödienserie für The Real McCoys

Laurel Awards
- 1967 dritter Platz als bester männlicher Darsteller für The Sand Pebbles
- 1965 12. Platz: Bestes neues Gesicht

Goldene Himbeere
- 1989: Nominierung schlechtester Nebendarsteller für Rambo III

Hollywood Walk of Fame
- 23. Mai 1988: Stern auf dem Walk of Fame, Kategorie Film (Adresse: 6714 Hollywood Blvd.)